# NASDAQ

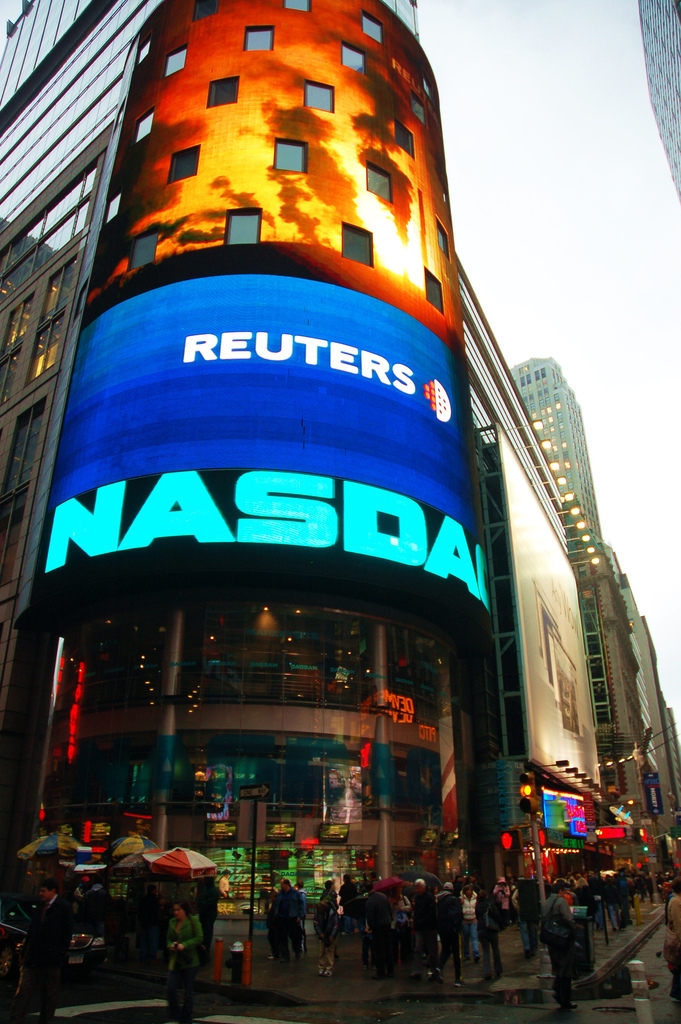
Reklama NASDAQ na placu Times Square w Nowym Jorku

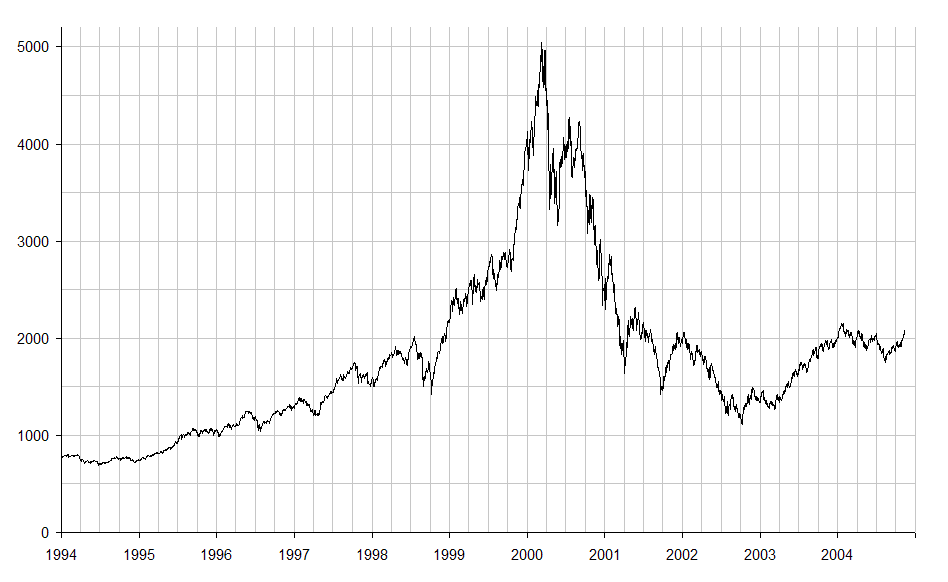
Wykres indeksu NASDAQ Composite w latach 1994–2005

Nasdaq Stock Market, NASDAQ (ang. National Association of Securities Dealers Automated Quotations) – giełda papierów wartościowych w Stanach Zjednoczonych, z filiami w Kanadzie, Chinach, Japonii i Dubaju, zarządzana przez NASDAQ OMX Group, nadzorowana przez Financial Industry Regulatory Authority (FINRA).
NASDAQ została uruchomiona 8 lutego 1971 jako pierwszy całkowicie elektroniczny system obrotu papierami wartościowymi na świecie. W pierwszych latach istnienia handlowano głównie akcjami przedsiębiorstw związanych z nowoczesną techniką informatyczną. W 1999 r. obroty NASDAQ jako całości przekroczyły obroty największej na świecie giełdy kapitałowej New York Stock Exchange. W 2005 r. na NASDAQ handlowano akcjami ponad połowy amerykańskich spółek akcyjnych. Pod koniec 2005 r. NYSE była jednak nadal blisko pięciokrotnie większa w sensie całkowitej kapitalizacji spółek notowanych na tej giełdzie.
Do 2006 r. NASDAQ operowała jako regulowany rynek pozagiełdowy z elektronicznym systemem handlu akcjami. Z dniem 1 sierpnia 2006 w życie weszła decyzja Amerykańskiej Komisji Papierów Wartościowych i Giełd (United States Securities and Exchange Commission), zgodnie z którą NASDAQ rozpoczęła operowanie jako licencjonowana krajowa giełda papierów wartościowych.
Indeks giełdowy NASDAQ Composite po raz pierwszy przekroczył poziom 1000 punktów 17 lipca 1995, a osiągając poziom 5132,52 punktów 10 marca 2000 był sygnałem szczytu fascynacji akcjami spółek internetowych. Niedługo później nastąpił krach cen akcji notowanych na tej giełdzie. W związku z tym indeks spadł do poziomu 1108,49 punktów 10 października 2002.
Według stanu z 14 kwietnia 2015 na NASDAQ notowanych było 2978 przedsiębiorstw, wśród nich Google, Intel Corp., Microsoft Corp. i Apple Inc.
14 listopada 2016 CEO Nasdaq, Inc. została Adena Friedman, jako pierwsza kobieta na tym stanowisku w jednej z głównych amerykańskich giełd papierów wartościowych
Rekordowy poziom 8109 indeks NASDAQ Composite ustanowił 1 sierpnia 2018 roku. Dokładnie miesiąc później Nasdaq 100 również ustanowił swój rekord na poziomie 7627 punktów.